# Prosthiochaeta pictipennis
Prosthiochaeta pictipennis är en tvåvingeart som beskrevs av Wang och Chen 2002. Prosthiochaeta pictipennis ingår i släktet Prosthiochaeta och familjen bredmunsflugor. Inga underarter finns listade i Catalogue of Life.